# Paul Perraudin
Pour les articles homonymes, voir Perraudin.
Paul Perraudin est un magistrat genevois, né en 1952, chargé de plusieurs affaires politico-financières.

## Biographie
Avocat et économiste de formation, Paul Perraudin a commencé sa carrière en 1983 qu'il a poursuivie au sein de la magistrature genevoise, où il s'est spécialisé dans les délits économiques, sous l'autorité du procureur général Bernard Bertossa.
Paul Perraudin s'est fait connaître au-delà des frontières par ses enquêtes sur de grosses affaires de corruption ayant transité par la Suisse, dont l'affaire Roldan (un policier espagnol corrompu), l'affaire Elf-Aquitaine, les frégates livrées à Taïwan et les fonds du clan mexicain Salinas.
En juin 2002, il est nommé juge d'instruction fédéral, responsable de l'antenne romande de l'office des juges d'instruction fédéraux et suppléant du 1er juge d'instruction fédéral. Spécialiste de la lutte anti-corruption, il annonce sa démission pour le 31 octobre 2008, ayant accepté de nouvelles fonctions dans l'économie privée avec BNP Paribas laquelle banque a supervisé, avec d'autres, la création de très nombreuses sociétés offshore pour des clients recherchant la confidentialité et une fiscalité plus faible. De l’avis concordant d’experts de la lutte contre l’évasion et la fraude fiscales internationales, cette pratique a placé les banques qui s’y sont adonnées en risque sérieux de complicité de fraude fiscale voire de blanchiment d’argent.

## Affaires traitées

### Affaire des frégates de Taïwan
En 2001, il a bloqué à Zurich 1,2 milliard de francs suisses appartenant sur les comptes suisses de l'intermédiaire taïwanais Andrew Wang.

### Affaire Leuna
Selon Perraudin, la privatisation Leuna-Minol se serait déroulée ainsi : le lobbyiste Dieter Holzer et le secrétaire d'État Ludwig-Holger Pfahls auraient d'abord multiplié les transactions (légales) entre les comptes bancaires : ainsi selon le tribunal pénal de Genève, ils auraient transféré de 1987 à 1997 quelque 130 millions d'euros entre une société du Liechtenstein, des banques suisses et luxembourgeoises et des sociétés offshore basées à Antigua et au Panama.
Le juge d'instruction genevois y voit un « montage économique absurde, qui renforce les soupçons de blanchiment » : les échanges de devises et la cession d'actifs à effet différé entre différents comptes bancaires sont en effet des manœuvres classiques de fraude. Ce jeu de « rétrocommissions » vise à brouiller les pistes, pour masquer le flux de cash et dissimuler la véritable identité du bénéficiaire.
Perraudin décide, avec son homologue française Eva Joly, de grouper les indices qu'ils ont réunis de leur côté et de les transmettre aux autorités judiciaires allemandes.